# Alexandra Dulgheru
Alexandra Dulgheru (Bukarest, 1989. május 30. –) román hivatásos teniszezőnő.
2005 óta versenyez a profik között. Egyéniben kétszer győzött eddig WTA-tornán, mindkétszer a Premier kategóriájú varsói versenyen, 2009-ben és 2010-ben. Emellett még 11 egyéni és három páros ITF-tornán végzett az első helyen.
Grand Slam-tornákon eddigi legjobb eredményét egyéniben 2010-ben érte el, amikor a Roland Garroson, Wimbledonban és a US Openen is a harmadik körig jutott. Párosban is a harmadik körig jutott a 2010-es US Openen, valamint 2011-ben az Australian Openen és a Roland Garroson. A világranglistán a legjobb helyezése egyéniben a 26. hely volt, amelyet 2011 áprilisában ért el, párosban a 41. helyig jutott 2011. július 4-én.
2010–2011-ben, valamint 2015–2016-ban szerepelt Románia Fed-kupa-válogatottjában.

## Pályafutása

### Első évek
Négyévesen kezdett el teniszezni. Az első junior versenyén tizenöt évesen vett részt, legjobb eredményét ezen a szinten 2006-ban érte el, amikor Wimbledonban a negyeddöntőig jutott. Ezen kívül négy egyéni és nyolc páros győzelmet aratott.
Már 2004-ben elindult a felnőttek között két ITF-tornán, hivatalosan azonban 2005. május 5-én lett hivatásos teniszező. Néhány nappal később Bukarestben meg is nyerte élete első felnőtt versenyét. Első WTA-tornáján 2007 szeptemberében vett részt, amikor a szlovéniai Portorožban a selejtező első körében kikapott.

### 2009
A korábbi évekhez hasonlóan gyakorlatilag 2009-ben is csak ITF-versenyeken vett részt, s áprilisban Bariban megszerezte második tornagyőzelmét is ebben a kategóriában.
Az igazi sikert 2009 májusában érte el, amikor a 201. helyen állt a világranglistán, s a selejtezőből feljutva óriási meglepetésre megnyerte a varsói Premier kategóriájú versenyt. Ez mindössze a negyedik WTA-tornája volt, amelyiken elindult, először jutott fel főtáblára, és négy Top 100-as játékost győzött le a végső győzelemig. A döntőben a nyolcadik kiemelt ukrán Aljona Bondarenkót verte 7–6(3), 3–6, 6–0-ra. A WTA történetében ő volt az ötödik olyan játékos, aki úgy tudott megnyerni egy tornát, hogy nem volt benne a legjobb kétszázban a világranglistán. A győzelemmel viszont bekerült az első százba.
Tornagyőzelmét követően már rendszeresen részt vett WTA-tornákon (selejtezőben és főtáblán egyaránt), de az év hátralevő részében mindössze egy mérkőzést sikerült megnyernie, az októberi linzi International torna főtábláján. Ez év augusztus végén elindult a US Openen is, karrierje első Grand Slam-tornáján, de ott is az első fordulóban búcsúzott, miután 6–1, 6–1-re kikapott a nyolcadik kiemelt Viktorija Azarankától, addigi legerősebb ellenfelétől. Megnyert ugyanakkor két ITF-tornát, amelynek köszönhetően a szezon utolsó heteiben az ötvenedik hely közelébe került a ranglistán.

### 2010
A 2010-es évet hasonló sikertelenség jellemezte az első hónapokban. Az Australian Opent is beleértve, ahol Yanina Wickmayertől kapott ki 1–6, 7–5, 10–8-ra, első mérkőzését csak az ötödik tornáján nyerte meg, február közepén Dubajban, de a második körben ott is búcsúzott. Tavasszal kezdett magára találni, amikor Barcelonában elődöntőt játszhatott. Rómában és Madridban egyaránt a harmadik körig jutott, s mindkét tornán egy kiemeltet búcsúztatott a második fordulóban. Rómában máig legerősebb ellenfelét, a világranglista harmadik helyén álló Gyinara Szafinát győzte le 6–4, 6–7(5), 6–1-re, míg Madridban a hatodik helyezett Jelena Gyementyjeva ellen nyert 6–1, 3–6, 7–5-re.
Májusban – immár címvédőként – ismét elindult a Varsóban tartott versenyen, és ezúttal is sikerült megnyernie. A torna során csupán egy szettet vesztett, és három kiemelt versenyzőt búcsúztatott. A döntőben az ötödik helyen kiemelt kínai Cseng Csiét győzte le 6–3, 6–4-re.
A Roland Garroson a harmadik körben esett ki. Lucie Hradeckát 7–6(1), 4–6, 6–3-ra, Bacsinszky Tímeát 6–4, 6–2-re győzte le, majd 6–3, 6–4-es vereséget szenvedett a harmadik kiemelt Caroline Wozniacki ellen.
A füves pályás s'-hertogenboschi versenyen az elődöntőig menetelt, ahol a későbbi győztes Justine Henin győzte le két játszmában. Az év harmadik Grand Slam-tornáján, Wimbledonban az első körben 6–2, 6–7(3), 6–1-re verte a japán Krumm Date Kimikót, majd 6–2, 6–0-ra az olasz Romina Oprandit. A harmadik fordulóban viszont 6–1, 6–2-re kikapott az észt Kaia Kanepitől.
Júliusban Budapesten az elődöntőben állította meg a későbbi győztes Szávay Ágnes, Prágában pedig a második fordulóban esett ki.
Bár a kemény pályás előversenyek egyikén sem tudott túljutni az első körön, a US Openen, csak úgy, mint a két korábbi Grand Slam-tornán, ezúttal is sikerült megnyernie két meccset. Huszonötödik kiemeltként előbb 6–3, 6–1-re a francia Julie Coint, majd 7–6(5), 6–1-re a svéd Sofia Arvidssont győzte le. A harmadik körben viszont 6–2, 7–6(2)-ra kikapott a hetedik kiemelt Vera Zvonarjovától.
Szeptemberben Taskentben először indult el egy tornán első kiemeltként, de a negyeddöntőben megállította őt honfitársa, Monica Niculescu. A további versenyeken nem ért el komoly sikert, de jó eredményeinek köszönhetően a szezon végét már a legjobb harminc között (29.) zárta a világranglistán.

### 2011
Az Australian Openen az első körben 6–4, 6–4-re kapott ki a japán Morita Ajumitól. Március végén viszont Miamiban játszmát sem veszítve jutott el a negyeddöntőig, ahol Marija Sarapova egy maratoni hosszúságú (3 óra 28 perces), rendkívül színvonalas és fordulatos találkozón győzte le őt 3–6, 7–6(6), 7–6(5)-ra.
A tavaszi salakos versenyeken a legjobb eredményét Marbellán, illetve Brüsszelben érte el, mindkétszer a negyeddöntőben búcsúzott. A Roland Garroson, ahol 27. kiemeltként indult, ezúttal egy mérkőzést nyert meg, mivel az első fordulóban 6–3, 6–4-re legyőzte a spanyol Laura Pous Tiót, majd 6–2, 7–5-ös vereséget szenvedett a román Sorana Cîrstea ellen.
A következő Grand Slam-tornán, Wimbledonban ugyancsak a második körben kapott ki. Az első fordulóban 6–2, 6–4-re verte az amerikai Jill Craybast, majd 6–0, 6–2-es vereséget szenvedett a tizenkettedik kiemelt Szvetlana Kuznyecova ellen.
A következő hetekben térdsérülés miatt több versenytől is kénytelen volt visszalépni, s két hónapig nem versenyzett. Legközelebb csak augusztus végén New Havenben lépett pályára, ahol az első fordulóban kapott ki Francesca Schiavonétól. A US Openen az első körben meglepetésre legyőzte a wimbledoni bajnok Petra Kvitovát, de utána vereséget szenvedett honfitársától, Monica Niculescutól.
Az év hátralévő részében három tornán indult el, s csak Szöulban sikerült egy mérkőzést megnyernie Arantxa Rus ellen. A pekingi torna első körében ismét megsérült a térde, így a második játszmában fel kellett adnia a mérkőzését Szvetlana Kuznyecova ellen. A sok sérülés miatt a szezon végére Dulgheru visszaesett a világranglista 70. helyére.

### 2012
Aucklandben játszotta a szezon első mérkőzését, de három játszmában kikapott Christina McHale-től. Sydneyben a selejtezőben kezdte szereplését, és sikerült feljutnia a főtáblára. Az első fordulóban a svéd Sofia Arvidssonnal játszott, akit a kvalifikáció utolsó körében egyszer már legyőzött, de szerencsés vesztesként (visszalépések miatt) továbbjutott, s a sorsolás következtében újra egymás ellen játszottak. Dulgheru másodjára is győzni tudott, a második fordulóban viszont 7–5, 3–6, 6–4-re kikapott Petra Kvitovától. Az Australian Openen Vera Zvonarjova ellen lépett pályára az első körben, s 7–6(4), 6–7(5), 6–3 arányú vereséget szenvedett.
Februárban a kolumbiai Caliban elindult egy ITF-versenyen, amelyet sikerült is megnyernie, a fináléban 6–3, 1–6, 6–3 legyőzve a luxemburgi Mandy Minellát. Az ezt követő hetekben azonban egy mérkőzést sem tudott megnyerni WTA-tornákon. Bogotában, Monterreyben, Acapulcóban és Indian Wellsben is az első körben esett ki. Utóbbi versenyen ráadásul ismét egy térdsérülés miatt adta fel a mérkőzését, amelynek következtében egészen novemberig nem versenyzett. Év végén két ITF-tornán lépett pályára, s mindkettőn egy mérkőzést tudott megnyerni.

## WTA-döntői

### Egyéni

#### Győzelmei (2)
| Összesítés           |                        |
| Grand Slam-torna (0) |                        |
| Tier I (0)           | Premier Mandatory* (0) |
| Tier II (0)          | Premier Five* (0)      |
| Tier III (0)         | Premier* (2)           |
| Tier IV (0)          | International* (0)     |
| Tier V (0)           | Challenger* (0)        |

* 2009-től megváltozott a tornák rendszere. Challenger tornákat 2012-től rendeznek.
 Az egymás mellett azonos színnel jelölt tornatípusok között nincs teljes mértékű megfelelés.
|    | Dátum           | Torna              | Borítás | Ellenfél a döntőben | Döntő eredménye  |
| 1. | 2009. május 23. | Warsaw Open, Varsó | Salak   | Aljona Bondarenko   | 7–6(3), 3–6, 6–0 |
| 2. | 2010. május 22. | Warsaw Open, Varsó | Salak   | Cseng Csie          | 6–3, 6–4         |

#### Elveszített döntői (1)
|    | Dátum            | Torna                        | Borítás | Ellenfél a döntőben | Döntő eredménye |
| 1. | 2015. március 8. | Malaysian Open, Kuala Lumpur | Kemény  | Caroline Wozniacki  | 6–4, 2–6, 1–6   |

### Páros

#### Elveszített döntői (2)
|    | Dátum                | Torna                  | Borítás | Partner              | Ellenfelek a döntőben                    | Eredmény a döntőben |
| 1. | 2010. szeptember 25. | Tashkent Open, Taskent | Kemény  | Magdaléna Rybáriková | Alekszandra Panova Taccjana Pucsak       | 3–6, 4–6            |
| 2. | 2013. július 21.     | Swedish Open, Båstad   | Salak   | Flavia Pennetta      | Anabel Medina Garrigues Klára Zakopalová | 1–6, 4–6            |

## Eredményei Grand Slam-tornákon

### Egyéni
| Grand Slam | Australian Open | Australian Open   | Roland Garros  | Roland Garros      | Wimbledon      | Wimbledon            | US Open        | US Open            |
| Év         | Eredmény        | Utolsó ellenfél   | Eredmény       | Utolsó ellenfél    | Eredmény       | Utolsó ellenfél      | Eredmény       | Utolsó ellenfél    |
| 2009       | –               | –                 | –              | –                  | –              | –                    | 1. kör         | Viktorija Azaranka |
| 2010       | 1. kör          | Yanina Wickmayer  | 3. kör         | Caroline Wozniacki | 3. kör         | Kaia Kanepi          | 3. kör         | Vera Zvonarjova    |
| 2011       | 1. kör          | Morita Ajumi      | 2. kör         | Sorana Cîrstea     | 2. kör         | Szvetlana Kuznyecova | 2. kör         | Monica Niculescu   |
| 2012       | 1. kör          | Vera Zvonarjova   | –              | –                  | –              | –                    | –              | –                  |
| 2013       | –               | –                 | –              | –                  | –              | –                    | 2. kör         | Ana Ivanović       |
| 2014       | Selejtező (Q2)  | Selejtező (Q2)    | Selejtező (Q2) | Selejtező (Q2)     | Selejtező (Q2) | Selejtező (Q2)       | 2. kör         | Marija Sarapova    |
| 2015       | 1. kör          | Jarmila Gajdošová | 2. kör         | Alizé Cornet       | 1. kör         | Kristina Mladenovic  | 1. kör         | Angelique Kerber   |
| 2016       | 2. kör          | Angelique Kerber  | 1. kör         | Yanina Wickmayer   | –              | –                    | –              | –                  |
| 2017       | –               | –                 | Selejtező (Q1) | Selejtező (Q1)     | –              | –                    | –              | –                  |
| 2018       | Selejtező (Q3)  | Selejtező (Q3)    | 2. kör         | Anett Kontaveit    | 2. kör         | Venus Williams       | Selejtező (Q3) | Selejtező (Q3)     |
| 2019       | –               | –                 | –              | –                  | –              | –                    | –              | –                  |
| 2020       | –               | –                 | –              | –                  | –              | –                    | –              | –                  |
| 2021       | –               | –                 | Selejtező (Q2) | Selejtező (Q2)     | Selejtező (Q1) | Selejtező (Q1)       | –              | –                  |

### Páros
| Grand Slam | Australian Open         | Australian Open             | Roland Garros          | Roland Garros                    | Wimbledon               | Wimbledon                         | US Open                 | US Open                          |
| Év         | Eredmény Partner        | Utolsó ellenfél             | Eredmény Partner       | Utolsó ellenfél                  | Eredmény Partner        | Utolsó ellenfél                   | Eredmény Partner        | Utolsó ellenfél                  |
| 2009       | –                       | –                           | –                      | –                                | –                       | –                                 | 1. kör Raluca Olaru     | A. Klejbanova J. Makarova        |
| 2010       | 1. kör Gallovits Edina  | C. Gullickson V. Uhlířová   | 2. kör Alberta Brianti | Gisela Dulko Flavia Pennetta     | 1. kör Alberta Brianti  | Vania King J. Svedova             | 3. kör M. Rybáriková    | J. Vesznyina V. Zvonarjova       |
| 2011       | 3. kör M. Rybáriková    | Liezel Huber Nagyja Petrova | 3. kör M. Rybáriková   | Andrea Hlaváčková Lucie Hradecká | –                       | –                                 | 1. kör M. Rybáriková    | Marija Koritceva Taccjana Pucsak |
| 2012       | 2. kör Virginie Razzano | Liezel Huber Lisa Raymond   | –                      | –                                | –                       | –                                 | –                       | –                                |
| 2013       | –                       | –                           | –                      | –                                | –                       | –                                 | 1. kör Eva Hrdinová     | Mona Barthel Līga Dekmeijere     |
| 2014       | –                       | –                           | –                      | –                                | –                       | –                                 | –                       | –                                |
| 2015       | –                       | –                           | 2. kör M. Rybáriková   | S Soler Espinosa MT Torró Flor   | 1. kör S Soler Espinosa | Garbiñe Muguruza C Suárez Navarro | 1. kör Christina McHale | Csan Hao-csing Csan Jung-zsan    |
| 2016       | 1. kör S Soler Espinosa | J Svedova Samantha Stosur   | –                      | –                                | –                       | –                                 | –                       | –                                |
| 2017       | –                       | –                           | –                      | –                                | –                       | –                                 | –                       | –                                |

## Év végi világranglista-helyezései
| Év     | 2005 | 2006 | 2007 | 2008 | 2009 | 2010 | 2011 | 2012 | 2013 | 2014 | 2015 | 2016  | 2017  | 2018 | 2019 | 2020 | 2021 |
| Egyéni | 631. | 640. | 249. | 385. | 51.  | 29.  | 70.  | 238. | 157. | 105. | 57.  | 280.  | 193.  | 148. | 823. | –    | 359. |
| Páros  | –    | 619. | 394. | 374. | 227. | 68.  | 59.  | 258. | 233. | 723. | 322. | 1061. | 1260. | 961. | –    | –    | 961. |